# Leśna (Lewin Kłodzki)
Leśna (deutsch: Löschney, auch Leschney; 1937–1945: Talheim; tschechisch Leštná, auch Leštné) ist ein Ort in der Landgemeinde Lewin Kłodzki im Powiat Kłodzki der Woiwodschaft Niederschlesien in Polen. Es liegt sechs Kilometer westlich von Duszniki-Zdrój (Bad Reinerz).

## Geographie
Leśna liegt im Westen des Glatzer Kessels. Nachbarorte sind Gołaczów (Hallatsch) im Norden, Kulin Kłodzki (Keilendorf) im Nordosten, Witów (Nerbotin; 1937–1945: Markrode) im Südosten, Lewin Kłodzki im Südwesten und Dańczów (Tanz) im Nordwesten.

## Geschichte
„Lestny“ gehörte ursprünglich zur Herrschaft Nachod im altböhmischen Königgrätzer Kreis und wurde erstmals 1477 urkundlich erwähnt. Damals gliederte Herzog Heinrich d. Ä., dem seit 1472 die Herrschaften Nachod und Hummel sowie die Grafschaft Glatz gehörten, das gesamte Kirchspiel der Lewiner Pfarrkirche St. Michael, zu dem Löschney gehörte, in die Herrschaft Hummel und diese im selben Jahr in seine Grafschaft Glatz ein. Für das Jahr 1560 sind die Schreibweisen „Lesne“ und „Lisney“, für das Jahr 1765 die Schreibweise „Löschney“ belegt. 1561 erwarb der böhmische Landesherr die Herrschaft Hummel. Auch nach deren Auflösung 1595 blieben die zugehörigen Ortschaften im Besitz der Böhmischen Kammer. Diese verkaufte Löschney 1684 dem Besitzer der Herrschaft Rückers, Johann Isaias von Hartig.
Nach dem Ersten Schlesischen Krieg 1742 und endgültig nach dem Hubertusburger Frieden 1763 fiel Löschney zusammen mit der Grafschaft Glatz 1763 an Preußen. 1793 bestand es aus 72 Einwohnern, die in elf Häusern lebten. Nach der Neugliederung Preußens gehörte es ab 1815 zur Provinz Schlesien und war 1816–1945 dem Landkreis Glatz eingegliedert. Es bildete eine eigene Landgemeinde und gehörte ab 1874 zum Amtsbezirk Hallatsch / Hallgrund. 1937 wurde es in Talheim umbenannt. 1939 wurden 36 Einwohner gezählt.
Als Folge des Zweiten Weltkriegs fiel Talheim 1945 wie fast ganz Schlesien an Polen und wurde in Leśna umbenannt. Die deutsche Bevölkerung wurde vertrieben. Die neu angesiedelten Bewohner waren teilweise Zwangsumgesiedelte aus Ostpolen, das an die Sowjetunion gefallen war. 1975–1998 gehörte Leśna zur Woiwodschaft Wałbrzych (Waldenburg).